# Leptodactylus diedrus
Leptodactylus diedrus es una especie de ránidos de la familia Leptodactylidae.

## Distribución geográfica
Se encuentra en Brasil, Colombia, Venezuela y, posiblemente también, en Perú.